# Larsza
Larsza  (Tell as-Senkereh (Szenkere) Uruktól keletre fekvő város volt. Íszín városával rivalizált a mezopotámiai főhatalomért. Hammurapi i. e. 1763-ban elfoglalta. Samas napisten városa volt.

## Fekvése
Uruktól 24 km-re délkeletre fekszik

## Története
Larsza Mezopotámia legősibb városainak egyike, mely már az i. e. 5. évezredben is lakott volt. A korai dinasztikus időkben meglehetősen nagy település lehetett.
A város fénykora az i. e. 3. évezred végén kezdődött, mikor Naplánum amurru vezér Larsza királya lett (i. e. 2025-2005). Utódai Íszín uralkodóival állandó harcban álltak.
I. e. 1932-1906 között élt Gungunum már egész Sumer és Akkád uralkodójának nevezte magát. Íszín uralkodóinak birodalmát is megtámadta és elfoglalta Urt, majd rövidesen Lagast és Urukot is hatalmába kerítette, de Íszín városát csak i. e. 1749-ben I. Rím-Szín (i. e. 1822-1763) larszai királynak sikerült elfoglalnia. Babilon azonban nemsokára Rím-Színt is legyőzte, s Hammurapi elfoglalta Larszát. Larsza ezután babiloni uralom alatt élt. Valószínűleg a pártus időkben néptelenedett el.

## Ásatások
Larsza romjai majdnem akkora területet foglalnak el mint Babilon maradványai. A város kerülete mintegy 8 km, telljei már messziről láthatók.
A város területén William Kennett Loftus 1853-1854-ben, W. Andrae 1903-ban vizsgálta meg a város maradványait. 1933-ban pedig A. Parrot végzett itt ásatásokat, majd az 1960-as évektől francia expedíció folytatta itt a feltárásokat.
A város kultijus központja Samas napisten szentélykörzete az E-Babbar ("A ragyogó ház") volt.
A feltárások során több ékírásos agyagtáblán Ur-Nammu király (i. e. 2113-2096) nevét találták, valószínű, hogy már a III. Ur-i dinasztia idején is állt itt egy templom.
Samas napisten temploma téglából épült, és 2 méter magasságig kővel burkolták. Elrendeződése a szokásos központi udvarból és a köré szerveződött helységekből állt. A templom északi oldala mellett emelkedett a zikkurat, mely még ma is eléri a 18 méteres magasságot.
Két ovális templomot is feltártak itt, melyek még a korai dinasztikus időkben épültek.